# Rufus Thomas Live Doing the Push and Pull at P.J.'s
| Recensione | Giudizio |
| ---------- | -------- |
| AllMusic   |          |

Rufus Thomas Live Doing the Push & Pull at P.J.'s è un album live del cantante statunitense Rufus Thomas, pubblicato dalla Stax Records nel marzo del 1971.

## Tracce

### LP
(1971, Stax Records, STS-2039)
Lato A (SS-0201)
Testi e musiche di Rufus Thomas, eccetto dove indicato.
1. Monologue – 12:00
2. Ooh Poo Pah Doo – 6:54 (Jesse Hill)
3. Old McDonald Had a Farm – 6:28
4. Walking the Dog – 4:27

Durata totale: 29:49
Lato B (SS-0202)
Testi e musiche di Rufus Thomas, eccetto dove indicato.
1. The Preacher and the Bear – 7:06
2. The Night Time Is the Right Time – 6:54 (Lew Herman)
3. (Do The) Push and Pull – 5:30
4. Do the Funky Chicken – 8:30

Durata totale: 28:00

### CD
Rufus Thomas Live!

(1994, Stax Records, SCD 88019-2)
Testi e musiche di Rufus Thomas, eccetto dove indicato.
1. Monologue – 12:00
2. Ooh Poo Pah Doo – 6:54 (Jesse Hill)
3. Old MacDonald Had a Farm – 5:05
4. Walking the Dog – 4:17
5. The Preacher and the Bear – 6:48
6. Night Time Is the Right Time – 6:43 (Lew Herman)
7. (Do The) Push and Pull – 5:11
8. Do the Funky Chicken – 8:12
9. The Breakdown – 3:56 (Eddie Floyd, Mack Rice, Rufus Thomas) – Traccia bonus - Registrato dal vivo il 20 agosto 1972 al Los Angeles Memorial Coliseum
10. Do the Funky Chicken – 4:24 – Traccia bonus - Registrato dal vivo il 20 agosto 1972 al Los Angeles Memorial Coliseum
11. Do the Funky Penguin – 5:30 (Jo Bridges, Rufus Thomas, Mack Rice) – Traccia bonus - Registrato dal vivo il 20 agosto 1972 al Los Angeles Memorial Coliseum

Durata totale: 69:00

## Formazione
- Rufus Thomas – voce solista

### Gruppo
- Carle Vickers – tromba
- Karl Fuller – tromba
- Jake Riley, Jr. – trombone
- Felton Pilate II – trombone
- Abraham Joseph "Onion" Miller – sassofono
- Arthur Lorenzo Carnegie – sassofono
- Paul Harrell – sassofono
- Jimmie Davis – tastiere
- Danny Thomas – tastiere
- Michael Cooper – chitarra
- Cedric Martin – basso
- Jeffrey Osborne – batteria
- Louis McCall – batteria[5]

### Produzione
- John Smith e Tom Nixon – produzione
- Registrazioni effettuate dal vivo al P.J.'s di Hollywood (California)
- Ron Capone – ingegnere delle registrazioni (Stax Records)
- John Wolfe, Pepper West e Lowell Frank – ingegneri delle registrazioni (Wally Heider)
- Henry Bush, Ron Capone e Tom Nixon – ingegneri del remixaggio
- Lee Lebowitz – grafica e design copertina album originale
- Larry Shaw – supervisione grafica copertina album originale
- Mark Stansbury – foto copertina album originale
- Nat D. Williams – note retrocopertina album originale[4]

## Classifica
Album
| Anno | Classifica    | Posizione raggiunta |
| ---- | ------------- | ------------------- |
| 1971 | Billboard 200 | 147                 |